# Звола (Луизијана)
Звола (енгл. Zwolle) град је у америчкој савезној држави Луизијана.

## Демографија
По попису из 2010. године број становника је 1.759, што је 24 (-1,3%) становника мање него 2000. године.
| Група             | 2000.       | 2010.       |
| Белци             | 549 (30,8%) | 495 (28,1%) |
| Афроамериканци    | 841 (47,2%) | 861 (48,9%) |
| Азијати           | 0 (0,0%)    | 1 (0,1%)    |
| Хиспаноамериканци | 110 (6,2%)  | 96 (5,5%)   |
| Укупно            | 1.783       | 1.759       |